# Subhylemyia dorsilinea
Subhylemyia dorsilinea är en tvåvingeart som först beskrevs av Stein 1920.  Subhylemyia dorsilinea ingår i släktet Subhylemyia och familjen blomsterflugor. Inga underarter finns listade i Catalogue of Life.